# Zamach na Shinzō Abego
Zamach na Shinzō Abego – zamach z użyciem broni palnej na byłego premiera Japonii Shinzō Abego, do którego doszło 8 lipca 2022 roku w Narze. Shinzō Abe został postrzelony przez 41-letniego byłego wojskowego podczas wiecu wyborczego, a następnie zmarł w szpitalu.

## Przebieg
O 11:30 czasu lokalnego Shinzō Abe stojąc na podwyższeniu wygłaszał na zorganizowanym przy ulicy w pobliżu dworca kolejowego Yamato-Saidaiji w Narze wiecu wyborczym Partii Liberalno-Demokratycznej przemówienie, popierające kandydaturę członka tej partii, Keia Satō, w wyborach do Izby Radców – izby wyższej japońskiego parlamentu. W pewnym momencie z tyłu podszedł zamachowiec, uzbrojony w domowej roboty dwulufową strzelbę o długości około 40 cm oraz szerokości około 17,5 cm i oddał dwa strzały w stronę byłego premiera. Pierwszy strzał chybił, natomiast drugi trafił Abego w klatkę piersiową i szyję. Niedługo później były premier został w stanie krytycznym przetransportowany do szpitala Uniwersytetu Medycznego w Narze.
Początkowo po postrzale Abe był zarówno świadomy, jak i mógł się porozumiewać z innymi. Jednakże gdy był transportowany helikopterem do szpitala, przestał przejawiać oznaki życia. Zgodnie z wypowiedzią lekarzy ze szpitala w Narze na późniejszej konferencji prasowej Shinzō Abe został uznany za zmarłego o godzinie 17:03. Przyczyną zgonu było nadmierne, niedające się powstrzymać krwawienie z głębokiej rany postrzałowej serca.

## Sprawca
Sprawcą zamachu był 41-letni Tetsuya Yamagami, bezrobotny mieszkaniec Nary, który w latach 2002–2005 służył w Japońskich Morskich Siłach Samoobrony. Krótko po zamachu został zatrzymany na miejscu i współpracował ze śledczymi, przyznając się do zastrzelenia Abego. Motywem jego działań było przeświadczenie, że Abe wspierał organizację religijną o nazwie Kościół Zjednoczeniowy, który rzekomo doprowadził do bankructwa matkę Yamagamiego poprzez wyłudzanie darowizn.
Według agencji Kyodo, Tetsuya Yamagami powiedział służbom, że początkowo chciał zabić przywódcę Kościoła Zjednoczeniowego. 11 lipca przewodniczący japońskiego oddziału Kościoła Zjednoczeniowego w rozmowie z reporterami w Tokio potwierdził, że matka Yamagamiego była członkinią tej organizacji, jednak odmówił skomentowania sprawy jej darowizn.
Jeszcze w dniu zamachu śledczy znaleźli w domu Yamagamiego m.in. kilka strzelb domowej roboty i materiały wybuchowe.

## Reakcje
Trzydniową żałobę narodową ogłoszono w Brazylii. 9 lipca ogłoszono dniem żałoby narodowej w Indiach, Bangladeszu, Nepalu i Bhutanie. 10 lipca ogłoszono dniem żałoby narodowej w Kambodży, 11 lipca na Kubie a 12 lipca na Sri Lance.

## Galeria

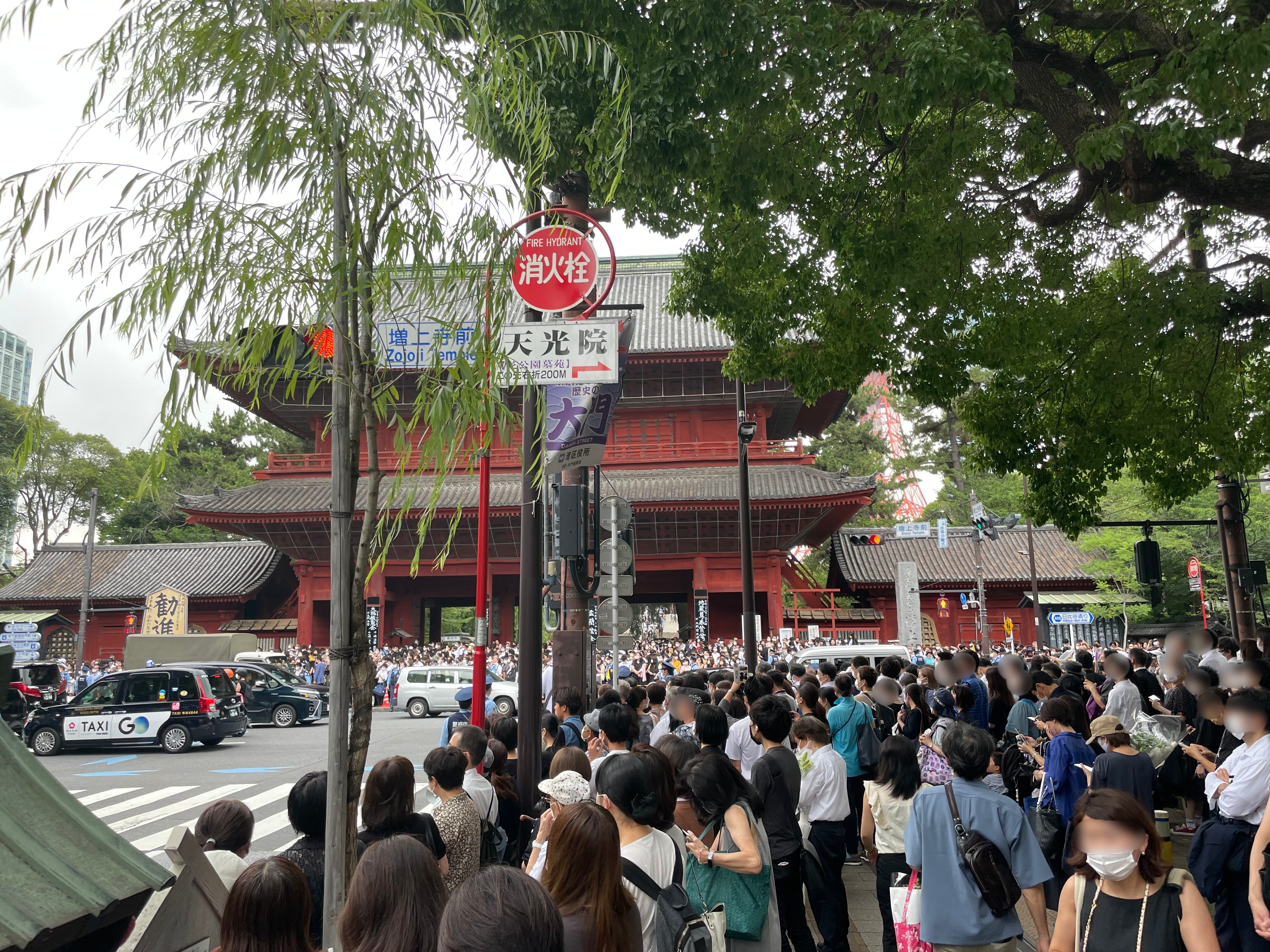
Świątynia Zōjō-ji, miejsce obrzędów pogrzebowych (12 lipca 2022)
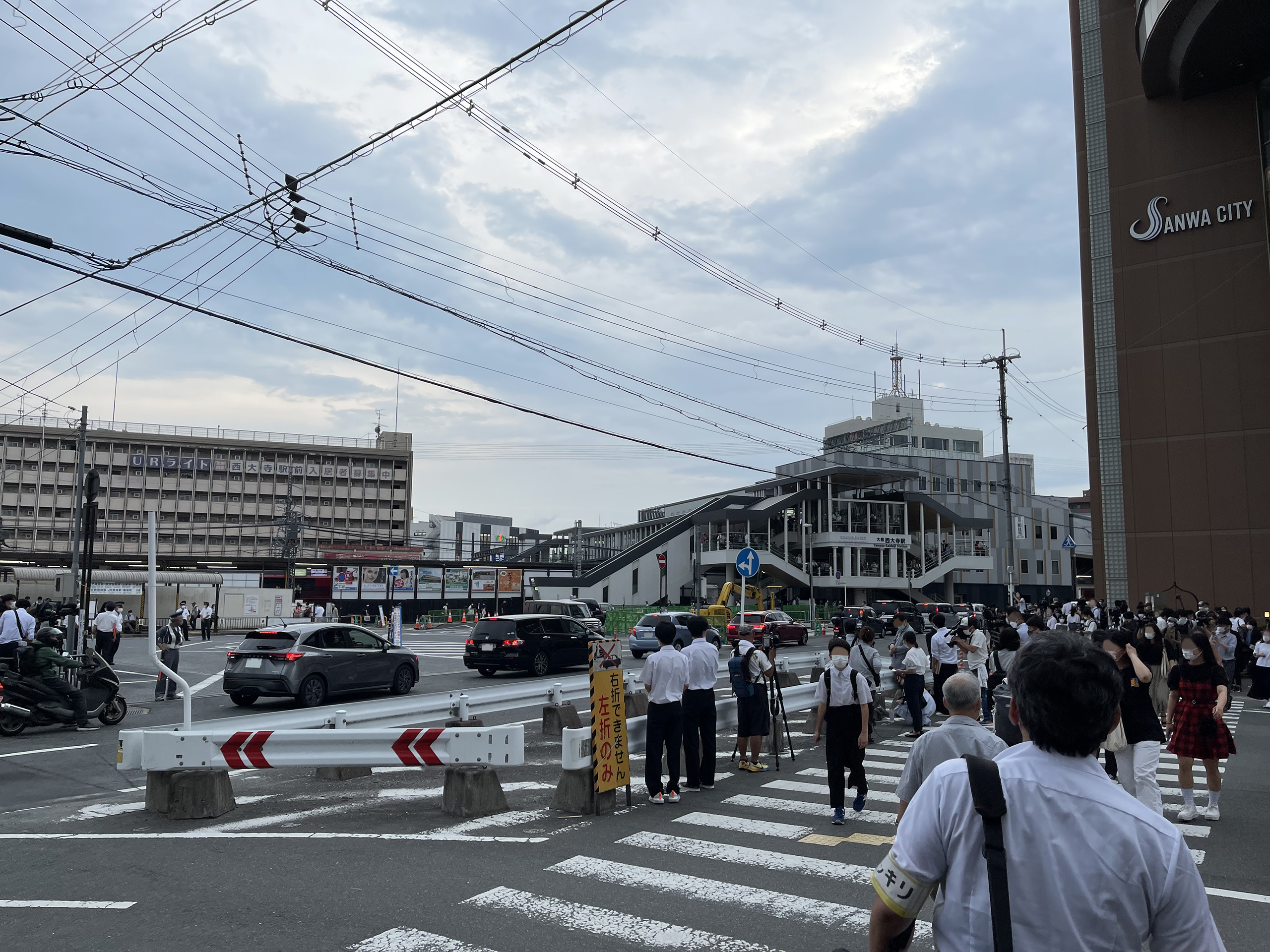
Miejsce zamachu wieczorem (8 lipca 2022)
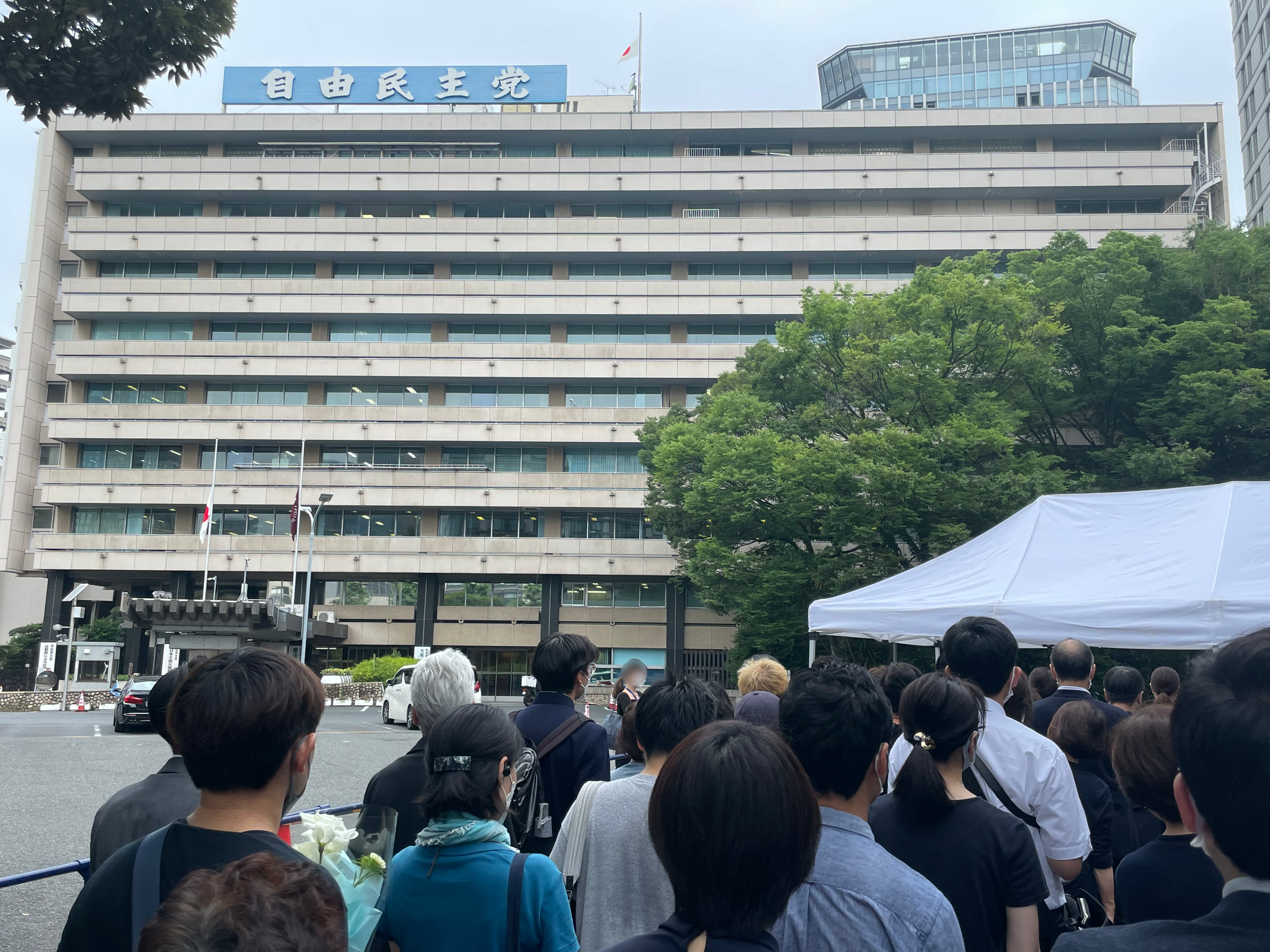
Kwatera główna PLD, składanie kwiatów i wpisy do księgi (12 lipca 2022)